# رقص چنگیز کوهن
رقص چنگیز کوهن (به فرانسوی: La Danse de Gengis Cohn) رمانی اثر رومن گاری نویسنده فرانسوی است که در سال ۱۹۶۷ توسط انتشارات گالیارد منتشر شد. این رمان دومین قسمت از سه گانه "برادر اقیانوس" پس از برای اسگارنل و قبل از سر گناهکار است .

## خلاصه داستان
موسی کوهن ، با نام هنری چنگیز کوهن، کمدین یهودی است که توسط ارتش اس‌اس ، در سال ۱۹۴۴ کشته شد و پس از آن تبدیل به دیبوک  فرمانده شاتز، که دستور اعدام وی را صادر کرده بود شد.
فرمانده شاتز پس از جنگ جهانی اول، مامور بررسی به یک سری قتل‌های سریالی می‌شود که تمامی مقتولان، مرد هستند و لبخندی رضایت‌بخش بر لب دارند. در حین تحقیقات، شاتز که مامور اس‌اس بوده توسط روح کوهن عذاب می‌کشد . جریان تحقیقات او با اخلال همراه می‌شود.

## سبک
شوخی یکی از تم‌های موجود در رمان است که نه فقط به هولوکاست که همچنین به فرهنگ یهودی و انسانیت به‌طور کلی، می‌پردازد.

## اقتباس
در سال ۱۹۳۳ اقتباسی تلویزیونی توسط بی‌‌بی‌سی و گروه ای‌اند‌ای از رمان ساخته شد. در این اقتباس دنیل کرگ که سن پایینی هم داشت، نقش پلیس بی‌رحمی را بازی می‌کند.

## ترجمه فارسی
- شبح سرگردان (رقص چنگیز کوهن) - مترجم: ابراهیم مشعری، ناصر زراعتی - انتشارات نیلوفر [۱]